# Батлер, Остин
О́стин Ро́берт Ба́тлер (англ. Austin Robert Butler, род. 17 августа 1991, Анахайм) — американский актёр. Наиболее известен по роли Элвиса Пресли в музыкальной биографической драме База Лурмана «Элвис», принёсшей ему премии «Золотой глобус» и BAFTA, а также номинации на «Оскар», «Выбор критиков» и Гильдию киноактёров Америки в категории «Лучшая мужская роль».

## Биография
Батлер родился 17 августа 1991 года в семье косметолога Лори Энн (урождённой Хауэлл) и Дэвида Батлера. Родители развелись, когда ему было семь лет. У него есть старшая сестра Эшли (род. 1986), которая была актрисой массовки в сериале брата «Рассекреченное руководство Неда по выживанию в школе». В 2014 году Лори Энн скончалась от рака.
Когда Батлеру было тринадцать лет, на ярмарке в округе Ориндж к нему обратился представитель компании по подбору актёров массовки и предложил начать работу в индустрии развлечений. Быть актёром Батлеру очень понравилось, и вскоре он начал посещать курсы актёрского мастерства, чтобы развивать свой талант.
Первой заметной ролью актёра можно считать персонаж Дерека Хэнсона в сериале «Ханна Монтана» канала Disney. Далее последовали роли в телесериалах «Зоуи 101» (Джеймс Гарретт), «Их перепутали в роддоме» (Джеймс «Уилки» Уикерсон), «Жизнь непредсказуема» (Джонс Мэйгер), «Дневники Кэрри» (Себастьян Кидд), «Хроники Шаннары» (Уилл Омсфорд). Батлер также снялся в фильмах «Пришельцы на чердаке» (Джейк Пирсон) и «Шикарное приключение Шарпей» (Пэйтон Леверетт).
Значимым прорывом в карьере артиста можно считать работу с Квентином Тарантино над фильмом «Однажды в… Голливуде» (Чарльз «Текс» Уотсон) и Джимом Джармушем над картиной «Мёртвые не умирают» (Джек).
После этого успеха следующей стала главная роль в биографическом фильме База Лурмана «Элвис». Данную работу Батлера высоко оценила Присцилла Пресли, после премьеры ленты в Каннах зал аплодировал стоя 12 минут.
В мае 2022 года подтвердил, что появится в роли Фейда-Раута Харконнена в сиквеле «Дюны» Дени Вильнёва.
В августе 2022 года стало известно, что актёр вместе с Томом Харди и Джоди Комер снимется в фильме «Байкеры» Джеффа Николса.
С 2011 по 2020 год Батлер встречался с Ванессой Хадженс. Позднее состоял в отношениях с Лили-Роуз Депп. С 2022 по 2024 год встречался с моделью Кайей Гербер.

## Работы

### Фильмография
| Год       |     | Русское название                                     | Оригинальное название                    | Роль                    |
| --------- | --- | ---------------------------------------------------- | ---------------------------------------- | ----------------------- |
| 2005—2007 | с   | Рассекреченное руководство Неда по выживанию в школе | Ned's Declassified School Survival Guide | Зиппи Брюстер           |
| 2007      | кор |                                                      | The Faithful                             | Дэнни                   |
| 2007      | с   | Ханна Монтана                                        | Hannah Montana                           | Дерек Хэнсон            |
| 2007      | с   | АйКарли                                              | iCarly                                   | Джейк Крэндли           |
| 2008      | с   | Из головы Джимми                                     | Out of Jimmy's Head                      | Лэнс                    |
| 2008      | с   | Зоуи 101                                             | Zoey 101                                 | Джеймс Гарретт          |
| 2009      | ф   | Пришельцы на чердаке                                 | Aliens in the Attic                      | Джейк Пирсон            |
| 2009      | с   |                                                      | Ruby & the Rockits                       | Джордан Галлахер        |
| 2009      | с   | Зик и Лютер                                          | Zeke and Luther                          | Рутгер Данди            |
| 2010      | с   | Волшебники из Вэйверли Плэйс                         | Wizards of Waverly Place                 | Джордж                  |
| 2010      | с   | Jonas L.A.                                           | Jonas L.A.                               | Стон Стивенс            |
| 2010      | с   | C.S.I.: Место преступления Майами                    | CSI: Miam                                | Джейсон Чепмен          |
| 2010      | с   | Фишки. Деньги. Адвокаты                              | The Defenders                            | Коди Деннис             |
| 2010      | тф  |                                                      | Betwixt                                  | Кэмерон Брауэр          |
| 2010—2011 | с   | Жизнь непредсказуема                                 | Life Unexpected                          | Джонс Мэйгер            |
| 2011      | с   | C.S.I.: Место преступления Нью-Йорк                  | CSI: NY                                  | Бенджамин Голд          |
| 2011      | в   | Шикарное приключение Шарпей                          | Sharpay's Fabulous Adventure             | Пэйтон Леверетт         |
| 2011      | тф  | Шикарное кольцо                                      | The Bling Ring                           | Зак Гарви               |
| 2011—2012 | с   | Их перепутали в роддоме                              | Switched at Birth                        | Джеймс "Уилки" Уикерсон |
| 2012      | тф  | Перехват                                             | Intercept                                | Девон                   |
| 2012      | с   | Где ты, Челси?                                       | Are You There, Chelsea?                  | Люк                     |
| 2012      | ф   | Мой дядя Рафаэль                                     | My Uncle Rafael                          | Коди Бек                |
| 2013      | кор |                                                      | Life Life in in Space Space              | ассистент Шнотци        |
| 2013—2014 | с   | Дневники Кэрри                                       | The Carrie Diaries                       | Себастьян Кидд          |
| 2014—2015 | с   | Стрела                                               | Arrow                                    | Чейс                    |
| 2015      | ф   | Посторонний                                          | The Intruders                            | Ной Генри               |
| 2016—2017 | с   | Хроники Шаннары                                      | The Shannara Chronicles                  | Уилл Омсфорд/Шаннара    |
| 2016      | ф   | Йоганутые                                            | Yoga Hosers                              | Хантер Кэллуэй          |
| 2018      | ф   | Чувак                                                | Dude                                     | Томас                   |
| 2019      | ф   | Однажды в… Голливуде                                 | Once Upon a Time in Hollywood            | Тэкс                    |
| 2019      | ф   | Мёртвые не умирают                                   | The Dead Don’t Die                       | Джек                    |
| 2022      | ф   | Элвис                                                | Elvis                                    | Элвис Пресли            |
| 2023      | ф   | Байкеры                                              | The Bikeriders                           | Бенни                   |
| 2024      | с   | Властелины воздуха                                   | Masters of the Air                       | Майор Гейл «Бак» Кливен |
| 2024      | ф   | Дюна: Часть вторая                                   | Dune: Part Two                           | Фейд-Раута Харконнен    |
| 2025      | ф   | Эддингтон                                            | Eddington                                | Вернон Джефферсон Пик   |
| 2025      | ф   | Пойман с поличным                                    | Caught Stealing                          | Хэнк Томпсон            |
| 2026      | ф   | Американский психопат                                | American Psycho                          | Патрик Бэйтман          |
| 2026      | ф   | Враги                                                | Enemies                                  |                         |

### Театр
- 2014 — «Смерть автора» (майор Брэдли), Geffen Playhouse[17]
- 2018 — «Продавец льда грядет» (Дон Паррит), Бродвейский театр[18]

### Дискография
iCarly
Батлер исполнил песню «Whatever My Love» в сериале «АйКарли», когда он появился в гостевой роли в 2007 году.
Ruby and the Rockits
Батлер в сериале исполнил синглы. Эти синглы были выпущены на iTunes.
- «Possibilities» с Алексой Вега (выпущена 18 августа 2009)
- «Life I Love You, Not» (выпущена 8 сентября 2009)

Невыпущенное:
- «Lost in Your Own Life» (дуэт) с Алексой Вега. Песня включена в пилотный эпизод, вышедший 21 июля 2009 года.
- «Humming Melody» с Алексой Вега, Патриком Кэссиди, Дэвидом Кэссиди, Куртом Доссом и Кэти А. Кин. Эпизод вышел 8 сентября 2009 года.

## Награды и номинации
| Год  | Награда                        | Категория | Номинированная работа   | Результат | Прим.  |
| ---- | ------------------------------ | --- | ----------------------- | --------- | ------ |
| 2010 | Молодой актёр                  | Лучшее исполнение в художественном фильме — Молодой актёрский состав (вместе с Меган Паркер, Генри Янг, Риган Янг и Картером Дженкинсом) | Пришельцы на чердаке    | Номинация | [ 19 ] |
| 2010 | Молодой актёр                  | Лучшее исполнение в сериале (комедия или драма) — Ведущий молодой актёр                                                                  | Ruby & The Rockits      | Номинация | [ 19 ] |
| 2011 | Молодой актёр                  | Лучшее исполнение в сериале — Гостевая роль молодого актёра 18-21                                                                        | Фишки. Деньги. Адвокаты | Номинация | [ 20 ] |
| 2022 | People’s Choice Awards         | Любимый драматический киноактёр | Элвис                   | Победа    |        |
| 2023 | Оскар                          | Лучшая мужская роль | Элвис                   | Номинация |        |
| 2023 | BAFTA                          | Лучшая мужская роль | Элвис                   | Победа    | [ 21 ] |
| 2023 | Золотой глобус                 | Лучшая мужская роль в драматическом фильме                                                                                               | Элвис                   | Победа    | [ 22 ] |
| 2023 | Премия Гильдии киноактёров США | Лучшая мужская роль | Элвис                   | Номинация | [ 23 ] |
| 2023 | Выбор критиков                 | Лучшая мужская роль | Элвис                   | Номинация | [ 24 ] |
| 2023 | Спутник                        | Лучший актёр в комедии или мюзикле | Элвис                   | Победа    | [ 25 ] |